# Kacper Piorun
Kacper Piorun (* 24. November 1991 in Łowicz) ist ein polnischer Schachspieler. Er ist Großmeister, Großmeister im Lösen von Schachkompositionen und fünfmaliger Weltmeister im Lösen von Schachkompositionen.

## Karriere
2007 gewann Piorun die polnische Meisterschaft in der Altersklasse U-16. Er nahm zweimal für Polen an der Europäischen U-18 Mannschaftsmeisterschaft teil. 2008 gewann er in der Einzelwertung und mit der Mannschaft Gold an Brett drei mit 6,5 Punkten aus 7 Spielen. Im nächsten Jahr spielte er am zweiten Brett und holte mit der Mannschaft Silber (+2 =4 −1). 2009 belegte er auch den dritten Platz bei der Jugendweltmeisterschaft. 2010 gewann er das Rubinstein Memorial in Polanica-Zdrój. 
2013 wurde er in Bydgoszcz polnischer Meister im Blitzschach. Im selben Jahr nahm er für die zweite Mannschaft von Polen an der Mannschaftseuropameisterschaft in Warschau teil. 2015 konnte er das 17. Open von Sants, Hostafrancs & La Bordeta und die 19. Offene Internationale Bayerische Meisterschaft in Bad Wiessee gewinnen. Im März 2017 gewann er in Warschau erstmals die polnische Landesmeisterschaft. Piorun erzielte 6 Punkte aus 9 Partien und hatte gegenüber dem punktgleichen Jacek Tomczak die bessere Feinwertung. Im Juli 2020 wurde Piorun erneut Landesmeister. Er gewann im Finale des im K.-o.-System mit 16 Teilnehmern ausgetragenen Turniers gegen Daniel Sadzikowski.
Piorun ist sehr stark im Lösen von Schachkompositionen. 2011 gewann er das Weltturnier der Schachkomposition in Jesi und bekam dadurch den Titel Großmeister im Lösen von Schachkompositionen zugewiesen. Diesen Erfolg konnte er in Bern 2014, Ostróda 2015, Belgrad 2016 und Dresden 2017 wiederholen. Zudem wurde er fünfmal mit der polnischen Mannschaft Mannschaftsweltmeister der Schachkomposition.

## Vereine

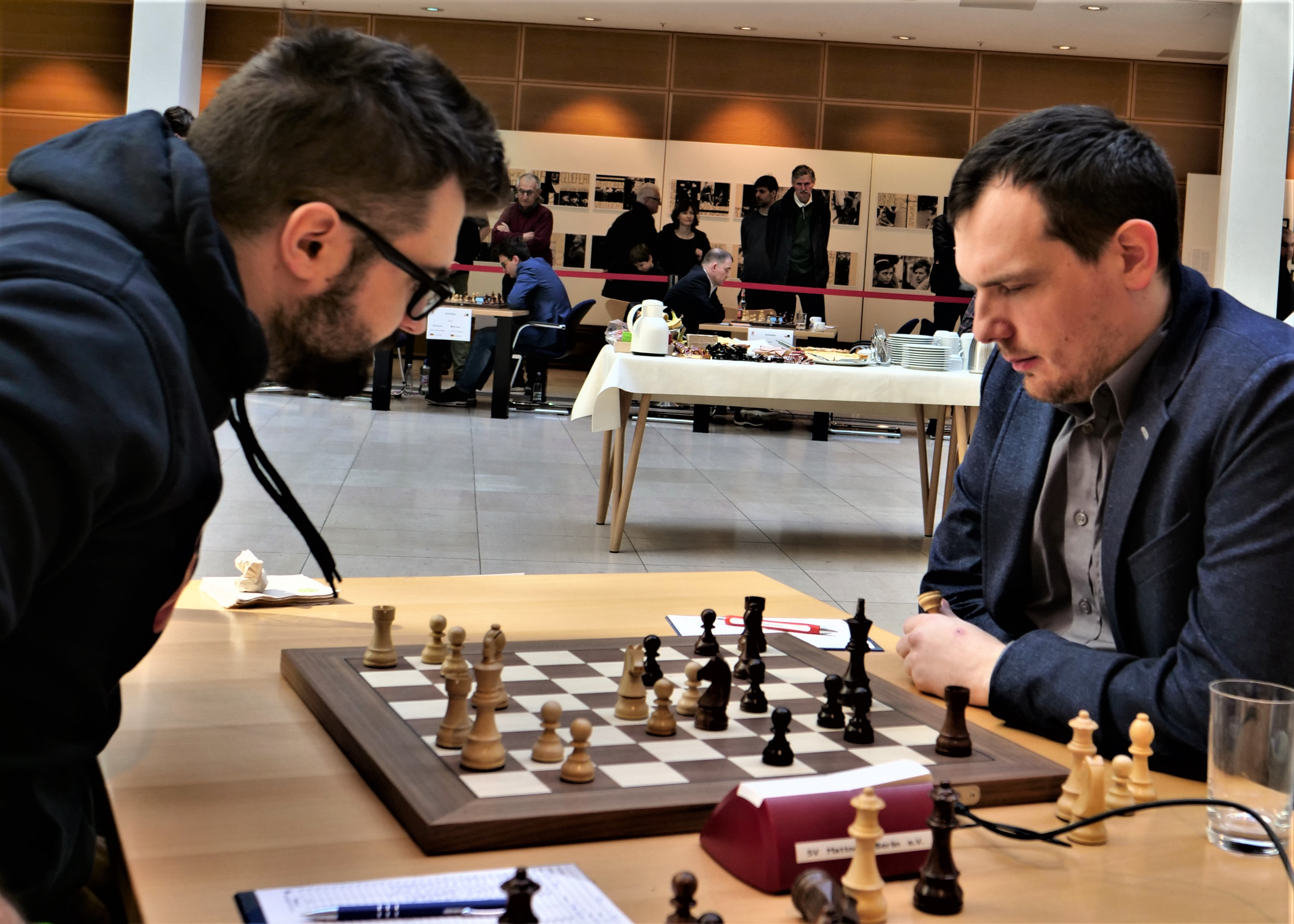
Denis Kadrić und Kacper Piorun am 2. April 2023 im Berliner Willy-Brandt-Haus

In der polnischen Ekstraliga spielt Piorun seit 2010 für die Mannschaft von KSz STILON Gorzów Wielkopolski, in der tschechischen Extraliga seit 2014 für TJ Ancora Tatran Litovel, in der slowakischen Extraliga seit 2018 für die Mannschaft von TJ Inbest Dunajov, mit der er 2019 Meister wurde. In der deutschen Bundesliga spielte er von 2012 bis 2014 für den SV Griesheim, seit 2014 spielt er für die Schachfreunde Berlin. In der spanischen División de Honor spielt Piorun 2016 für Equigoma Casa Social Catolica, in der französischen Top 12 seit 2017 für Tremblay-en-France.